# Каїрате
Каїрате (італ. Cairate) — муніципалітет в Італії, у регіоні Ломбардія, провінція Варезе.
Каїрате розташоване на відстані близько 520 км на північний захід від Рима, 36 км на північний захід від Мілана, 16 км на південь від Варезе.
Населення — 7877 осіб (2014).

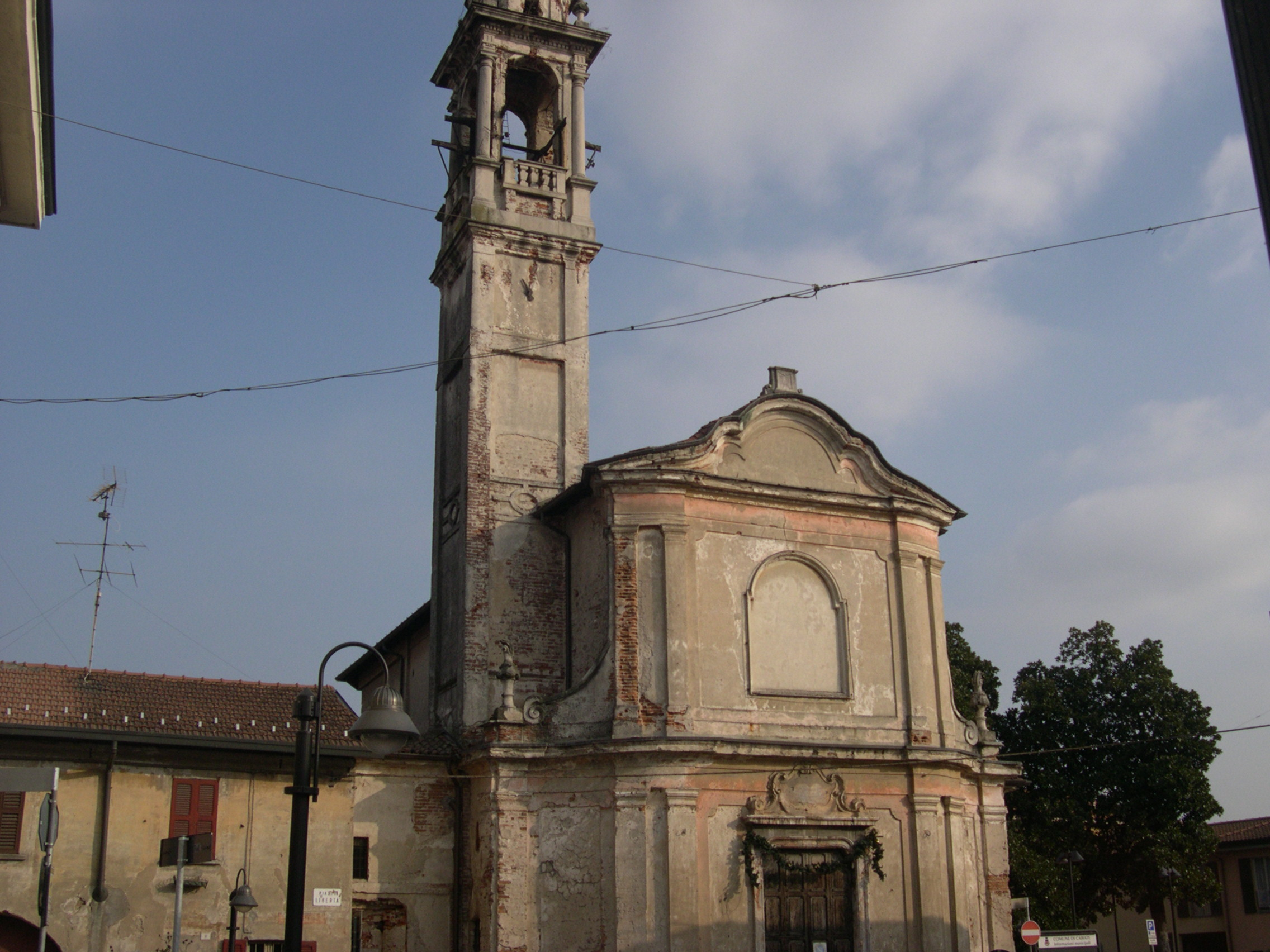

Щорічний фестиваль відбувається 7 жовтня. Покровитель — Nostra Signora del Rosario.

## Демографія
Населення за роками:

Станом на 1 січня 2023 року в муніципалітеті офіційно проживало 413 іноземців з 42 країн, серед них 60 громадян країн Євросоюзу та 43 громадяни України.

## Сусідні муніципалітети
- Карнаго
- Кассано-Маньяго
- Кастельсепріо
- Фаньяно-Олона
- Локате-Варезіно
- Лонате-Чеппіно
- Традате